# 尹士豪
尹士豪（1938年3月10日—2003年4月3日）安徽巢縣人，父親是尹學謙將軍；二弟是生化學家尹士俊，妹妹尹士立。1982年至1992年接任阮大年擔任中原大學校長（後由張光正繼任校長），1993年至1996年任行政院青年輔導委員會主任委員，另曾任監察院委員、唐榮鐵工廠董事長。

## 重要事蹟
- 1992年尹士豪、王晃三、周逸衡、嚴奇峰、呂鴻德，《國家科技決策組織體系調整可能性研究》，行政院國家科學委員會委託研究專案。
- 1995年台美基金會特別榮譽獎：尹士豪、Richard Conrad、高孔廉、馬英九、薛琦、許遠東、孫震
- 1996年尹士豪、翁通楹、王偉中、谷家恆，1996.05，“全國大學院校機械學門之評鑑”，教育研究資訊雙月刊，等四卷第三期，pp. 54~69.
- 1997年  《坚持：韩伟与尹士豪的人生秘錀——马礼逊入华宣教200年纪念文集》。[3]